# Wireless Group
Wireless Group Limited — британская массмедиа компания со штаб-квартирой в северо-ирландском Белфасте, владеющая радиостанциями в Великобритании и Ирландии. В июне 2016 года была приобретена News Corp.

## История

### Предыстория

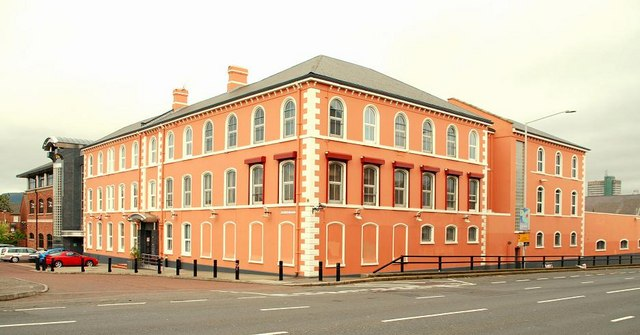
Бывшая штаб-квартира Wireless Group в Хаверлок Хаус. В 2018 году компания переехала в City Quays 2.

Нынешний телеканал UTV Limited (первоначально Ulster Television plc), начал работу в 1959 г. как владелец франшизы ITV в Северной Ирландии. В марте 2004 года был приобретён ISP Direct Net Access за 4,4 млн фунтов стерлингов, переименованный в UTV Internet и в дальнейшем в UTV Connect. В августе 2004 г. компания вышла на рынок телефонный связи под брендом UTV Talk, также начав оказывать услуги широкополосного интернета и оптоволоконного кабеля в Великобритании, Ирландии и Северной Ирландии. В 2014 году сервис был продан Rainbow Communications и Vodafone Ireland.
Компании также принадлежал автомобильный дилер UTV Drive, созданный в партнёрстве с Abbey Insurance и проданный в 2014 году.
Дальнейшая экспансия развернулась на радиорынке, стартовав в 2001 году с покупки радиостанций 96FM и C103 в городе Корк. Самой крупной стала покупка в 2005 году The Wireless Group in 2005 за 97 млн, добавившее новые местные радиостанции, цифровые радиостанции и национальную Talksport. В 2005 году группа также запустила первую собственную радиостанцию U105, вещавшую в районе Белфаста, и приобрела ливерпульскую Juice FM.

### Реорганизация в UTV и сорванные сделка с STV
В июне 2006 год после одобрения акционеров Ulster Television plc поменяла название на UTV plc. 16 августа была предложена реорганизация группы: владеющая только франшизой нынешняя UTV plc становилась подразделением новой холдинговой компании UTV Media plc, также получавшей остальные активы. Изменение было одобрено внеочередным собранием акционеров 19 сентября и вступило в силу 15 октября 2007 года, когда акционеры старой компании получили акции новой компании в пропорции 1:1. Компания, основанная 1 июня 2007 года как Beechgrove Trading Limited, была 13 августа переименована в UTV Media Limited, а 21 августа — в UTV Media plc.
В августе и сентябре 2006 года компания сделала два предложения о слиянии STV Group plc, управлявшей франшизами ITV на севере и центре Шотландии под брендом STV. По условиям осеннего предложения, акционеры SMG становились владельцами 52 % новой компании. 20 сентября SMG отклонило это предложение как неприемлемое. Но 10 января 2007 года обе компании сообщили о достижении согласия в вопросе о слиянии, по итогам которого акционеры SMG и UTV получали 46 % и 54 % акций новой компании. К концу января детали сделки были прояснены, после чего SMG приостановила сделку и отменила её 28 февраля 2007 года.

### UTV Ireland и дальнейшее расширение радиовещания
В январе 2015 компания запустила телеканал UTV Ireland, куда перенесла многие продукты ITV, ранее транслировавшиеся в Ирландии на TV3. Телеканал производил и собственный продукты, ориентированные на Ирландию.
27 марта 2015 год Sound Digital, принадлежащая компании на 30 %, выиграла конкурс на включение во второй национальный мультиплекс цифрового радиовещания Великобритании, который должен был начать работу в следующем году. В рамках заявки к Talksport добавлялась новые радиостанции Talksport 2 и Talkradio, а также перезапущенная Virgin Radio UK. Мультиплекс заработал 29 февраля 2016 года, новые станции запустились в следующем месяце.

### Продажа UTV. Вхождение в состав News Corp
19 октября 2015 года было объявлено о покупке ITV plc принадлежащих UTV франшизы ITV и UTV Ireland заr 100 млн фунтов стерлингов, сделка должна была получить одобрения регуляторных органов. UTV сохранила за собой радиостанции, но была вынуждена переименоваться. Сделка была завершена 29 февраля 2016 года, после ребрендинга компания именовалась Wireless Group plc.
30 июня 2016 года News Corp сообщила о достижении соглашения о покупке компании за наличные средства, её стоимость была оценена в 220—296 млн. Сделка была завершена 26 сентября.. До своего приобретения Wireless Group входила в состав FTSE SmallCap Index.
29 июня 2020 года была запущена цифровая радиостанция Times Radio. являвшаяся совместным проектом входящих в News UK Wireless Group, The Times и Sunday Times.

### Финансовые показатели
В мае 2019 года сообщалось, что доналоговые убытки Wireless Radio (ROI) Ltd за 2018 год составили 2,23 млн евро, за 18 месяцев данный показатель равнялся 4,33 млн

## Подразделения
Деятельность компании была разделена между тремя подразделениями: Radio GB, Radio Ireland и Digital.

### Radio GB
8 февраля 2019 года было объявлено о продаже местных радиостанций Bauer Radio.
| Национальные - Talksport - Talksport 2 - Talkradio - Virgin Radio UK - Times Radio (совместный проект с The Times и The Sunday Times) | DAB мультиплекс - Sound Digital (совместно с Bauer Radio и Arqiva) - Stoke & Stafford - Swansea SW Wales - Bradford & Huddersfield |

### Radio Ireland
| Местные станции - Dublin's Q102 (Дублин) - FM104 (Дублин) - Cork's 96FM (Корк) - C103 (Маллоу) | - Limerick's Live 95FM (Лимерик) - LMFM (Дрогеда) - U105 (Белфаст) |

### Другие подразделения
До 2017 года компания издавала в Лондоне бесплатный мужской журнал Sport.
Wireless Group контролирует диджитал агентство Zesty и хостингового провайдера Tibus.